# Мар'янівка (Виноградська сільська громада)
Мар'я́нівка — селище в Україні, у Виноградській сільській громаді Звенигородського району Черкаської області. Центр Мар'янівської селищної ради.

## Історія

### XVII—XIX століття
Час заснування Мар'янівки невідомий. Земля поселення у XVII столітті належала Брацлавському воєводству. До революції тут проживав польський пан Козаковський. До середини 1920-х років землі, на яких розташоване селище, належали поміщиці Мар'яні. Її дочка вийшла заміж за пана Козаковського, під володіння якого перейшов і маєток матері. Назва поселення й походить від імені поміщиці.

Панський маєток

Пан Козаковський володів земельною площею у 800 га та маєтком. Це було типове поміщицьке господарство Російської імперії, де разом з розвитком промисловості панувало кріпацтво. В господарстві були дві парові машини, молотарки, сівалки, плуги й інший реманент. Для обробітку землі й виконання інших робіт використовувалися воли й коні. Землю обробляли сезонні робітники, які наймалися на роботу з сусідніх сіл Русалівки, Багви, Рубаного мосту та ін. Для нагляду за господарством були й постійні робочі, які проживали у панських приміщеннях, збудованих за маєтком. Сам Козаковський проживав в Умані, де мав два власних розкішних будинки. Маєтком і землями керував його управляючий. Під час російської агресії проти УНР 1918 чи 1920 року він був убитий в Умані.
Поміщиця Мар'яна піклувалася про свій маєток. В 1880–1885 роках, нею був закладений парк у 40 га. Саджанці і насіння дерев завозилися з Швейцарії, Австрії, Нідерландів, а також з американського материка (канадська і срібляста липа та канадська сосна), які збереглися до нашого часу.

### XX століття

Пам'ятник героям

Після Жовтневого перевороту радянська влада конфіскувала землі і маєток. Землі були роздані селянам села Рубаний Міст, якими вони користувалися до 1922 року. Наприкінці 1924 року на базі земель був утворений радгосп, до якого входили й землі сіл Павлополя і Антонівки. Директором був Йосип Іванович Бойко, який у 1937 році був репресований, але пізніше реабілітовано. До 1937 року радгосп був високорентабельним господарством. Перед Вітчизняною війною його приєднали до Верхняцької елітно-дослідної станції. Тут вирощували насіннєві пшеницю, овес, ячмінь та городні культури. Основною технічною культурою був мак. Поряд із зерновим господарством розвивалося тваринництво. В 1930 році радгоспу було присвоєно ім'я «13-річчя Жовтня».
Восени 1941 року Мар'янівка була окупована німецькими військами. В час окупації на території радгоспу було організовано господарство, де в основному працювали військовополонені. У 1942 році ними була утворена організація опору, яка тримала зв'язок з партизанським загоном ім. Кутузова та надавала допомогу продуктами. Мар'янівська група опору вбила трьох фашистів, після чого німці посилили репресії і знищили її членів та багатьох жителів з навколишніх сіл. 8-10 березня 1944 року селище було остаточно визволене радянськими військами. Німці, відступаючи, повністю спалили все, залишивши тільки стіни. Після війни в історії радгоспу було багато приєднань та від'єднань, аж поки в квітні 1960 року господарство змінило свій профіль: із зернового перейшло на м'ясомолочний напрямок.

Будівля нової школи

1960 року директором став Григорій Титович Шкатюк. За роки його керівництва радгосп було нагороджено дипломом II ступеня ВДНГ СРСР, а самого відзначено орденом Леніна. За правління Григорія Титовича Мар'янівка з напіврозваленого після війни хутора перетворилася в робітниче селище. Одна за одною виростали новобудови. В цей період тут було споруджено потужний свинарський комплекс на 12 тисяч голів, зведено двоповерховий Будинок культури і спорту, дитячий садок, двоповерхові житлові будинки. При будинку культури було створено хор ветеранів, духовий оркестр, вокально-інструментальний ансамбль. Сам Григорій Титович не рідко був учасником художньої самодіяльності.
1976 року Держбуд СРСР та Державний комітет з цивільного виробництва й архітектури визнав селище одним з найкращих у країні. Цього ж року Шкатюка переводять у Канів. Новим директором радгоспу став Кондратьєв Олександр Іванович, який продовжив справу свого попередника у плані розбудови. В період керівництва Кондратьєва (1976–1990 роки) в селищі було збудовано нову школу, відкрито ковбасний цех, асфальтний завод, дитячий садок, приміщення тваринницьких ферм у селах Розкошівка, Рубаний міст, тракторні бригади у Мар'янівці та селах Розкошівка і Рубаний міст, критий тік у селищі, заасфальтовано дороги, зведено цілу вулицю житлових будинків присадибного типу.

### Сучасний період

Автобусна зупинка

Після того, як Олександр Іванович пішов на посаду директора Лисянського міжгосподарського інкубаторно-птахівничого підприємства, господарство очолив Олександр Олександрович Пухир. В період приватизації землі колишнього радгоспу перейшли у власність черкаської компанії «Нафтаенерго». З 1998 року по 2001 рік керував господарством Олег Петрович Розгон. За час його керівництва господарство щороку займає перше місце в Черкаській області за показниками врожаю зернових. З 2001 року по теперішній час, свинокомпелекс «Мар'янівський» очолює Недзельский Борис Васильович. За час його правління, свинокомплекс досяг показників европейского рівня. На початок 2009 року головою Мар'янівської селищної ради став Бурлака Микола Васильович.
17 липня 2020 року, в результаті адміністративно-територіальної реформи та ліквідації Лисянського району, село увійшло до складу Звенигородського району.

## Населення
Згідно з переписом УРСР 1989 року чисельність наявного населення селища становила 433 особи, з яких 213 чоловіків та 220 жінок.
За переписом населення України 2001 року в селищі мешкало 415 осіб.

### Мова
Розподіл населення за рідною мовою за даними перепису 2001 року:
| Мова       | Відсоток |
| ---------- | -------- |
| українська | 96,54 %  |
| російська  | 3,46 %   |

## Постаті
- Тихолоз Андрій Павлович (1979—2014) — майор (посмертно) Збройних сил України, учасник російсько-української війни.